# Casinhas
Casinhas  (literalmente Casitas) es una ciudad en el noreste de Brasil en el Estado de Pernambuco. Parte de la región de Agreste, Pernambuco, tiene un área de 125.28 km².

## Historia
Los primeros asentamientos se registran del año 1890. En 1894, el profesor José Merim construyó una capilla dedicada a Nossa Senhora das Dores, patrona de la ciudad. Del núcleo de casas alrededor de esta capilla surgió el nombre del municipio.
Se le otorgó el estatus de Distrito el 16 de diciembre de 1925 por la Ley municipal n°46, bajó la dirección del municipio de Surubim. Fue elevado a municipio por la ley estatal n°11228 del 12 de julio de 1995. Inauguró su municipio en enero de 1997.